# سترونينو
سترونينو (بالروسية: Струнино) هي إحدى مدن روسيا في الكيان الفدرالي الروسي فلاديمير أوبلاست.